# Жёлоб Святой Анны
Жёлоб Свято́й А́нны (трог Святая Анна) — впадина (трог) между Баренцевым и Карским морями, юго-восточнее Земли Франца-Иосифа.
Глубина достигает 500—600 метров на севере, к югу уменьшается до 300—400 метров; по мере приближения к Новой Земле рельеф дна выравнивается. Длина — около 600 километров. На юге отделяется порогом Брусилова от Восточно-Новоземельского жёлоба.
Назван в честь корабля «Святая Анна», на котором была совершена экспедиция Георгия Брусилова.
В жёлобе обнаружены тёплые течения, которые локально ускоряют таяние и замедляют образование морских льдов.

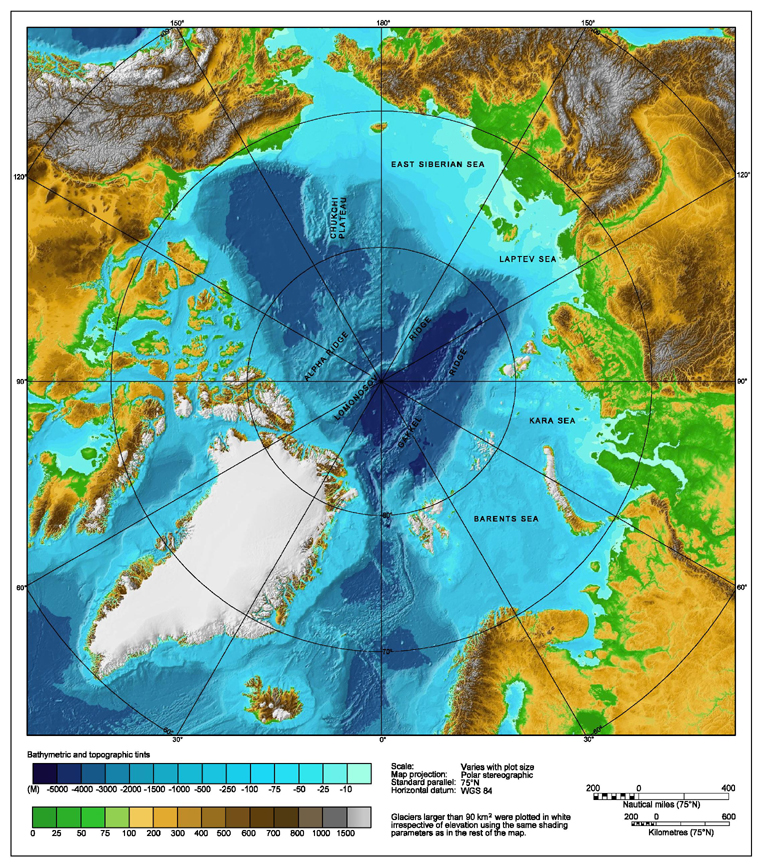
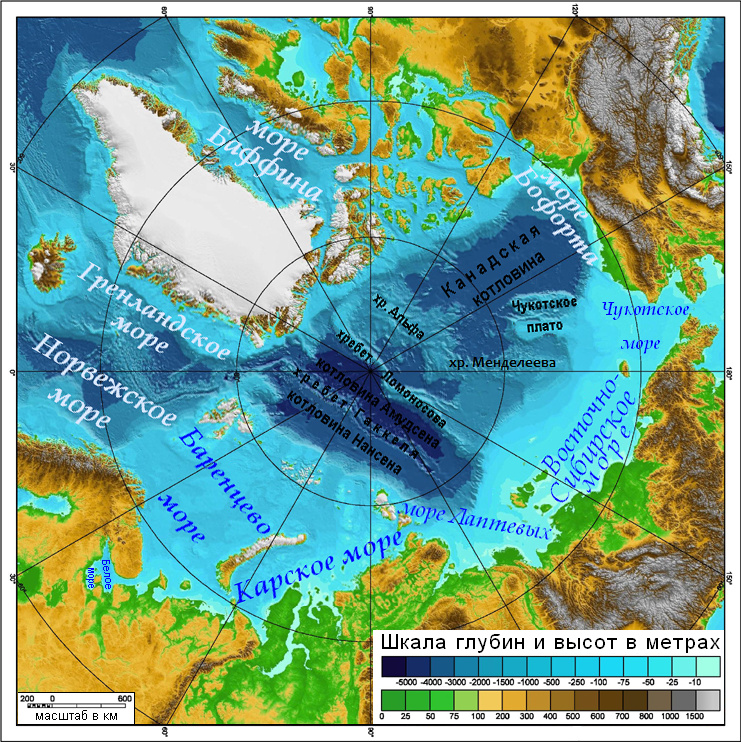
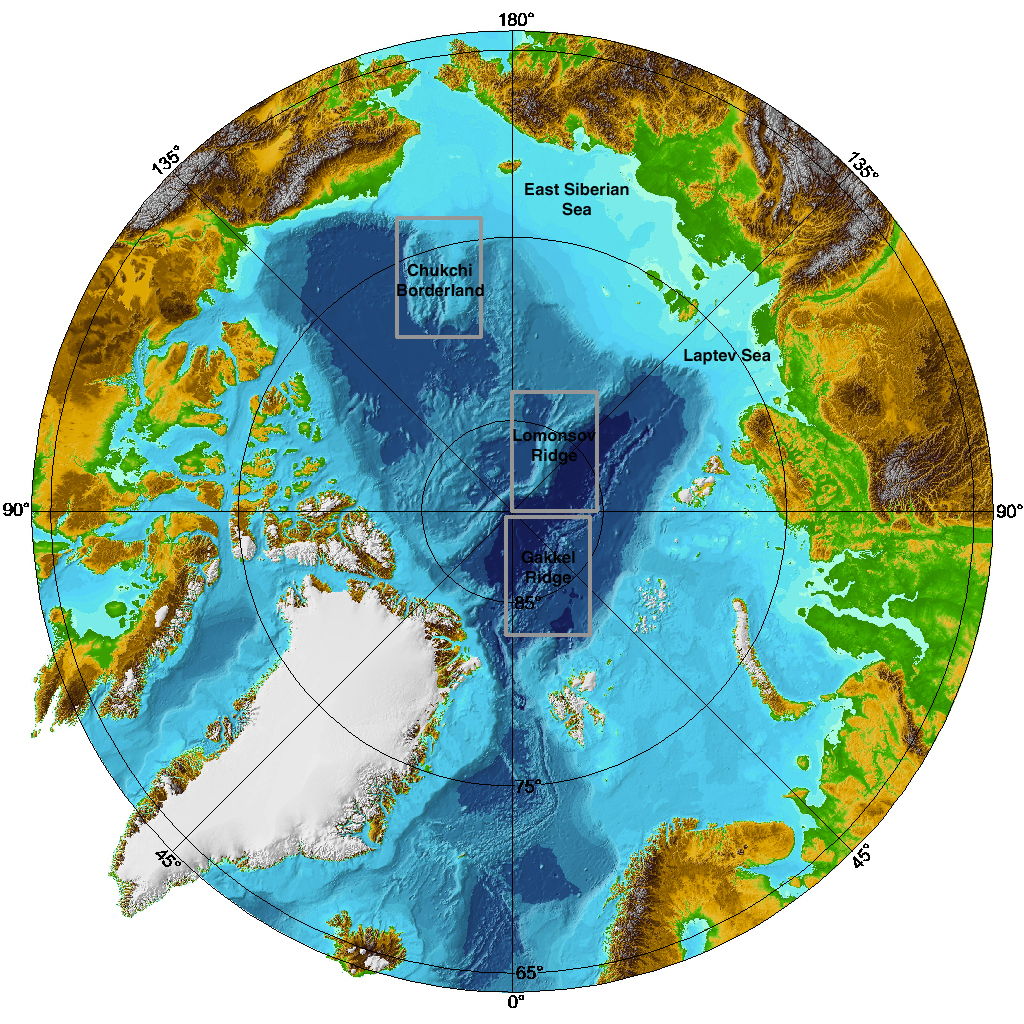